# Turf Politics
Turf Politics — четвёртый студийный альбом американского рэпера Messy Marv, выпущенный 23 июля 2002 года. Благодаря успешному выпуску этого релиза Messy Marv заявил о себе как об исполнителе на ещё более широкую аудиторию, что позволило ему работать вместе с другими популярными рэперами из Области залива Сан-Франциско, а также других регионов США. Известный рэпер из Окленда Mistah F.A.B. отметил влияние альбома на хип-хоп сцену Северной Калифорнии в интервью каналу Innovators в 2022 году, упомянув также другие более поздние работы Messy Marv.

## Список композиций
1. «What!» (при участии C-Bo)
2. «For a Life Time»
3. «Turf Politics»
4. «Pimping and Hoing» (skit)
5. «Hoe 4 Me» (при участии Rappin' 4-Tay)
6. «Cuzzin»
7. «Who Woulda Known» (при участии The Soul Child)
8. «Mafia Shift» (skit)
9. «Thug Life»
10. «Center of Attention» (при участии E-40 и B-Legit)
11. «Twisted» (при участии George Clinton)
12. «Dream On»
13. «Nikki»